# Corso Italia (Toronto)
Corso Italia è il nome che è stato assegnato nel 1988 ad un tratto di St. Clair Avenue West, quello che va da tra Westmount Avenue (appena ad est di Dufferin Street) e Lansdowne Avenue nella città di Toronto, Ontario, Canada.
È contenuto nel più grande quartiere riconosciuto della città di Corso Italia-Davenport che è circondato a ovest dalla ferrovia CNR, a nord dalla linea nord di Morrison Avenue, a est dalla Westmount Avenue e dalla Oakwood Avenue, e a sud da Davenport Road.
Il quartiere ha numerosi negozi di vestiti, bar, ristoranti, mercati, gelaterie e panifici.
È considerato il secondo quartiere italo-canadese della città dopo la storica Little Italy di Toronto di College Street.
Oltre alla comunità italiana è presente anche una componente latinoamericana e portoghese.